# Unité urbaine d'Échiré
L'unité urbaine d'Échiré est une unité urbaine française constituée par Échiré dans le sud-ouest des Deux-Sèvres aux portes de l'agglomération niortaise.

## Données globales
En 2010, selon l'INSEE, l'unité urbaine d'Échiré est composée de deux communes dans le sud-ouest du département des Deux-Sèvres, aux portes de l'unité urbaine de Niort.
En 2016, sa densité de population s'élève à 114 hab/km2, ce qui en fait une unité urbaine plus densément peuplée que celle des Deux-Sèvres (62 hab/km2) mais elle demeure nettement inférieure à celle de Niort qui avec 610hab/km2 est plus de cinq fois plus élevée.
L'unité urbaine d'Échiré fait entièrement partie de l'aire urbaine de Niort. De même, les deux communes qui la composent adhèrent à la communauté d'agglomération du Niortais.

## Délimitation de l'unité urbaine de 2010
Elle est composée des deux communes suivantes :
| Nom          | Code Insee | Statut | Superficie (km2) | Population (dernière pop. légale) | Densité (hab./km2) |
| ------------ | ---------- | ------ | ---------------- | --------------------------------- | ------------------ |
| Échiré       | 79109      |        | 30,96            | 3 536 (2022)                      | 114                |
| Saint-Gelais | 79249      |        | 16,4             | 2 217 (2022)                      | 135                |

## Évolution démographique
L'évolution démographique de l'unité urbaine d'Échiré telle qu'elle apparaît dans l'histogramme ci-dessous est celle qui est établie selon la délimitation de 2010.
| 1968  | 1975  | 1982  | 1990  | 1999  | 2010  | 2015  | 2016  | 2022  |
| ----- | ----- | ----- | ----- | ----- | ----- | ----- | ----- | ----- |
| 2 202 | 2 972 | 3 786 | 4 144 | 4 345 | 5 079 | 5 343 | 5 403 | 5 753 |

Histogramme

(élaboration graphique par Wikipédia)